# Wood County, West Virginia
Wood County är ett administrativt område i delstaten West Virginia, USA. År 2010 hade countyt 86 956 invånare. Den administrativa huvudorten (county seat) är Parkersburg. 

## Geografi
Enligt United States Census Bureau har countyt en total area på 976 km². 951 km² av den arean är land och 25 km² är vatten.

### Angränsande countyn
- Washington County, Ohio - nord
- Pleasants County - nordost
- Ritchie County - öst
- Wirt County - sydost
- Jackson County - syd
- Meigs County, Ohio - sydväst
- Athens County, Ohio - väst

### Orter
- Blennerhassett
- Boaz
- Lubeck
- Mineralwells
- North Hills
- Parkersburg (huvudort)
- Vienna
- Washington
- Waverly
- Williamstown

## Bildgalleri

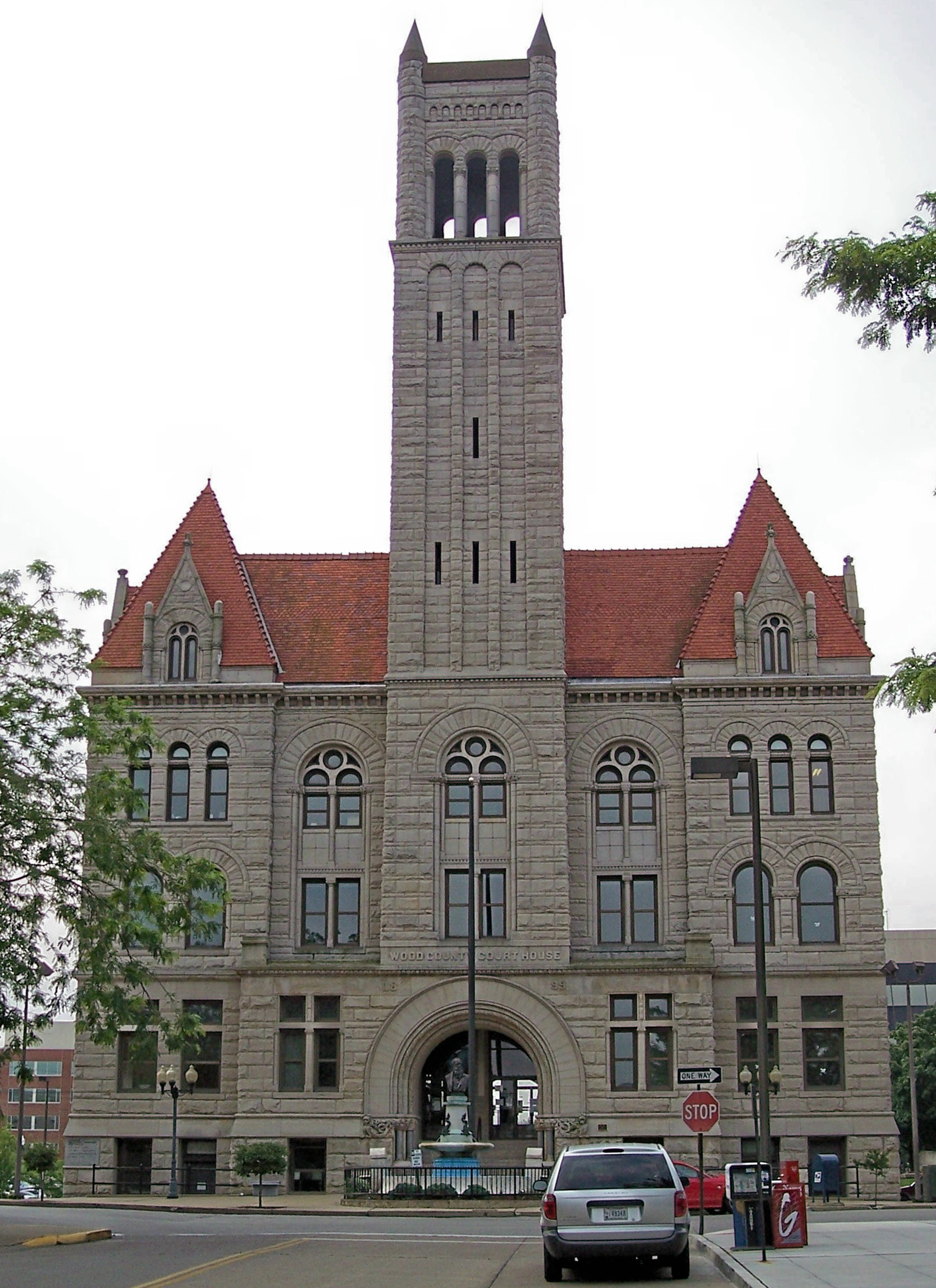
Wood County Courthouse i Parkersburg.